# اچ‌ام‌اس اینکونستانت (۱۷۸۳)
اچ‌ام‌اس اینکونستانت (۱۷۸۳) (به انگلیسی: HMS Inconstant (1783)) یک کشتی بود که طول آن ۱۳۷ فوت ۹ اینچ (۴۱٫۹۹ متر) بود. این کشتی در سال ۱۷۸۳ ساخته شد.